# Aire (Ardennes)
Aire település Franciaországban, Ardennes megyében. Lakosainak száma 247 fő (2022. január 1.). Aire Asfeld, Balham, Blanzy-la-Salonnaise, Roizy és Saint-Loup-en-Champagne községekkel határos.

## Népesség
A település népességének változása:
| Lakosok száma | 182  | 160  | 163  | 232  | 214  | 220  | 220  | 236  | 244  | 247  |
|               | 1968 | 1982 | 1990 | 2006 | 2013 | 2015 | 2017 | 2019 | 2020 | 2022 |